# 峨眉鼩鼹
峨眉鼩鼹（学名：Uropsilus andersoni）俗称西南鼩鼹，是鼹科鼩鼹属的一种，分布于中国四川省泸定县以及瓦屋山和峨眉山等地，为中国特有种。在中国物种红色名录评估等级为濒危。